# Stanislav Jouk
Pour les articles homonymes, voir Jouk.
Stanislav Alexeïevitch Jouk (en anglais: Alekseyevich Zhuk; en russe : Станислав Алексеевич Жук  — transcription française : Stanislav Alexeïevitch Jouk) est un patineur artistique russe ayant patiné dans les années 1950 sous les couleurs de l'Union soviétique ainsi qu'un entraîneur de patinage artistique. Il est né le 25 janvier 1935 à Oulianovsk et mort le 1er novembre 1998 à Moscou.

## Biographie

### Carrière sportive
Stanislav Jouk débute en patinage artistique à la fin des années 1940 et patine avec Nina Bakusheva, avec laquelle il se marie. Il est avec elle trois fois champion du monde de 1958 à 1960. Il met un terme à sa carrière en 1961 pour devenir entraîneur.

### Famille
Il est marié à Nina Jouk et il est le frère de Tatiana Jouk.

## Palmarès
Avec sa partenaire Nina Zhuk
| Compétition                                                                                            | 1954 | 1955 | 1956 | 1957 | 1958 | 1959 | 1960 | 1961 |
| Jeux olympiques d'hiver                                                                                |      |      |      |      |      |      | 6e   |      |
| Championnats du monde                                                                                  |      |      |      |      | 8e   |      | 5e   | CA   |
| Championnats d’Europe                                                                                  |      |      |      | 6e   | 2e   | 2e   | 2e   |      |
| Championnats d'Union soviétique                                                                        | 3e   |      | 3e   | 1er  | 1er  | 1er  |      | 1er  |
| Légende : CA = Championnats du monde 1961 annulés à cause de la catastrophe aérienne du vol 548 Sabena |      |      |      |      |      |      |      |      |